# Haripal Kaushik

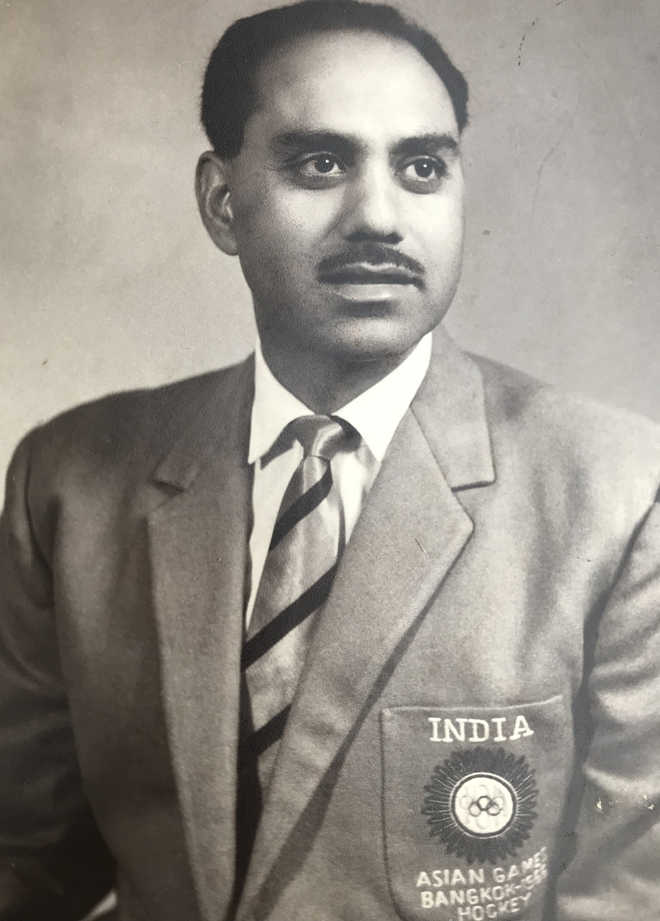
Haripal Kaushik (1966)

Haripal Kaushik oder Hari Pal Kaushik (Panjabi ਹਰੀਪਾਲ ਕੌਸ਼ਿਕ; * 2. Februar 1934 in Jalandhar; † 25. Januar 2018  ebenda) war ein indischer Hockeyspieler. Er gewann mit der indischen Hockeynationalmannschaft bei Olympischen Spielen zwei Goldmedaillen.

## Karriere
Haripal Kaushik kam als Mittelfeldspieler 1956 bei den Olympischen Spielen in Melbourne nur im Vorrundenspiel gegen die US-Mannschaft zum Einsatz. Da die indische Mannschaft im weiteren Turnierverlauf den Titel gewann, war auch Kaushik Olympiasieger. Vier Jahre später gehörte er bei den Olympischen Spielen in Rom zwar zum indischen Aufgebot, wurde aber nicht eingesetzt. 1964 bei den Olympischen Spielen in Tokio war Kaushik Stammspieler. Die indische Mannschaft gewann ihre Vorrundengruppe und besiegte im Halbfinale die australische Mannschaft mit 3:1. Im Finale traf das indische Team auf die Mannschaft Pakistans und gewann durch ein Tor von Mohinder Lal mit 1:0. 1966 gewann Kaushik mit der indischen Mannschaft auch bei den Asienspielen in Bangkok den Titel.
Haripal Kaushik gehörte ab 1959 dem 1. Sikh-Regiment an. Für seinen Einsatz im Indisch-Chinesischen Grenzkrieg 1962 wurde er mit dem Vir Chakra geehrt. Kaushik stieg bis zum Lieutenant Colonel auf. Neben seiner militärischen Laufbahn war Kaushik auch als Sportfunktionär und Sportkommentator tätig. 1998 wurde er mit dem Arjuna Award ausgezeichnet.